# Amable Bourzeis
Amable Bourzeis (auch: Bourzeys, Bourzeix, Bourzé, Bourzéis, Bourzeïs) (* 3. April 1606 in Volvic; † 2. August 1672 in Paris) war ein französischer Gelehrter und Literat, der als Berater von Richelieu, Mazarin und Colbert diente.

## Leben

### Herkunft und frühe Jahre
Bourzeis entstammte einer bürgerlichen Familie aus Riom. Sein Vorname Amable ist der Name des Schutzpatrons von Riom, dem auch die dortige Basilika geweiht ist. Der Name Bourzeis weist 14 Schreibvarianten auf. Bourzeis war Page des Gouverneurs der Auvergne, Jean-Louis de Rochechouart, Marquis de Chandenier (1582–1635). 1624 begleitete er einen Verwandten, den Jesuiten Jean Arnoux (1576–1636), ehemaliger Beichtvater König Ludwig XIII., nach Rom. Bereits des Lateinischen und Griechischen mächtig, studierte er dort Theologie bei Johannes de Lugo (Juan de Lugo y de Quiroga, 1583–1660), sowie orientalische Sprachen. Nach seiner Rückkehr wohnte er in Paris bei Roger du Plessis, duc de Liancourt, auf dessen Initiative hin ihm vom König die Pfründe des Benediktinerklosters Saint-Martin in Cure (in Domecy-sur-Cure, heute verschwunden) übertragen wurde.

### Richelieu. Académie française
Spätestens ab 1634 gehörte Bourzeis zum Beraterstab des Kardinals Richelieu. Voltaire behauptete sogar gegen die Meinung aller Historiker, Bourzeis sei der Autor des (erst 1688 publizierten) Testament politique, was allenfalls in einem rein redaktionellen Sinn zu verstehen wäre. Ab 1634 gehörte Bourzeis der in der Gründungsphase befindlichen Académie française (Sitz Nr. 26) an. Er war eines der Mitglieder, die vom offiziellen Gründer Richelieu persönlich ausgewählt und dem ursprünglichen Freundeskreis hinzugefügt wurden.

### Génie des langues. Querelle du Cid
Am 12. Februar 1635 hielt er in der Akademie eine programmatische Rede (die zweite überhaupt) über die Ziele der Akademie und den unterschiedlichen Genius der Sprachen (Sur le dessein de l’Académie et le différent génie des langues), die erkennen lässt, dass die Akademie ein Instrument von Richelieus Sprachpolitik im Dienste der Expansion Frankreichs war, aber auch den aufklärerischen Gedanken enthält, dass jede Sprache ihre eigenen Stärken (und Schwächen) hat. Im Unterschied zu einem von Nicolas Faret formulierten Akademieprojekt, in dem die französische Sprache bereits als allen anderen überlegen dargestellt wurde, ergab sich daraus für die Akademie die Aufgabe der Vervollkommnung des Französischen, damit es zu einer außenpolitisch dienlichen Überlegenheit kommen kann.
In der Querelle du Cid gehörte Bourzeis zu den drei gewählten Autoren (mit Jean Chapelain und Desmarets), welche 1637 die Stellungnahme der Akademie erarbeiteten (Les sentiments de l’Académie Française touchant les observations faites sur la tragi-comédie du Cid).

### Mazarin. Der Jansenist. Affäre Liancourt
1640 wurde Bourzeis zum Priester geweiht, nachdem er zuvor bereits gepredigt hatte. Im April 1646 publizierte er die Predigt (Discours à Monseigneur le prince palatin pour l’exhorter à entrer dans la communion de l’Église catholique), mit der er im November 1645 den Übertritt des kalvinistischen Eduard von der Pfalz (seit April heimlicher Ehemann der Anna Gonzaga) zum katholischen Glauben erreicht hätte. Noro glaubt, dass die Veröffentlichung im Dienste von Mazarins Außenpolitik stand.
Im Jansenistenstreit publizierte Bourzeis von 1648 bis 1652 zahlreiche polemische Texte in französischer Sprache zur Verteidigung des Jansenismus. Er galt als Patriarch der Jansenisten. Weitere Jansenisten waren Antoine Arnauld, Guillaume Le Roy (1610–1684), Noël de La Lane (1618–1673) Gilbert Mauguin (?–1674) und Joseph Desmares (1603–1687). Auf der Gegenseite der Polemik standen die Anti-Jansenisten (geordnet nach Sterbedatum) François Véron (1575–1649), Denis Pétau (1583–1652), Nicolas Forest Duchesne (1595–1656), Alphonse Le Moyne (?–1659), Pierre de Saint-Joseph (1594–1662), Nicolas Dolebeau (1605–1668?), Claude Morel (1608?–1679), Étienne Agard Dechamps (1613–1711) und Léonard de Marandé (?– ?).
1652 trat Bourzeis in die unmittelbaren Dienste Mazarins. Er sollte zwischen beiden Lagern, dem jansenistischen und dem weitaus größeren anti-jansenistischen vermitteln, wurde aber von Mazarin benutzt, um die an den Jansenismus gebundene Opposition (u. a. Kardinal de Retz) besser bekämpfen zu können. Seine Vermittlungsvorschläge wurden von der Mehrheit der französischen Bischöfe (die hinter dem Papst standen) abgelehnt. Als Mazarin von August 1652 bis Februar 1653 nach Sedan und Bouillon reiste, gehörte Bourzeis zu seiner Begleitung.
Bourzeis schrieb ab 1652 keine pro-jansenistischen Schriften mehr, galt aber als stadtbekannter Jansenist, der zum Hause Liancourt gehörte. Diese Zugehörigkeit war am 1. Februar 1655 Motiv für die Verweigerung der Absolution an den Herzog von Liancourt, eine Affäre, welche Pascals berühmte Lettres provinciales auslöste. Liancourt zwang ihn deshalb noch 1655 zum Auszug. Obwohl öffentlich als Jansenist abgestempelt, blieb Bourzeis im Dienste Mazarins, der ihn schätzte. Er wandte sich zunehmend von einer militanten Haltung ab und unterzeichnete (nach Mazarins Tod im März 1661) am 4. November 1661 (zur Überraschung der Jansenisten) das berühmte den Jansenismus verdammende Formular, das die französischen Bischöfe im Gehorsam gegenüber Papst Alexander VII. formuliert hatten und das von allen Gläubigen zu unterschreiben war.

### Colbert. Die Kleine Akademie. Latein vs Französisch. Kriegspropaganda. Tod
Nach dem Tod Mazarins wechselte Bourzeis in die Dienste Colberts, der ihn schon aus seiner Zeit bei Mazarin kannte. Als Colbert am 3. Februar 1663 als Propagandainstrument für den König die „Kleine Akademie“ gründete, aus der später die Académie des inscriptions et belles-lettres hervorging, bestand sie anfänglich aus vier Mitgliedern, zu denen, neben Jean Chapelain, Jacques Cassagne und François Charpentier auch Bourzeis gehörte. Eine weitere Rolle bei der Gründung spielte der Colbert-Mitarbeiter Charles Perrault, der später die Gründungsgeschichte aus eigenem Erleben erzählte, aber nicht offiziell Mitglied sein konnte, weil er erst ab 1671 zur Académie française gehörte.
In der Kleinen Akademie kam es zwischen Bourzeis und Charpentier zu einem Disput darüber, in welcher Sprache, Latein oder Französisch, die Inschriften auf den Triumphbögen abgefasst werden sollten. Charpentiers Bevorzugung des Französischen wurde von ihm in zwei Büchern entwickelt, wohingegen Bourzeis‘ prolateinische Argumentation ausschließlich Charpentiers Referat zu entnehmen ist. Die aus der Kleinen Akademie erwachsene erste wissenschaftliche Zeitschrift der Welt, das Journal des Savants, hatte vom 5. Januar bis 29. März 1665 unter der Leitung von Denis de Sallo auch Bourzeis zum Mitarbeiter.
1667 erschienen drei Propagandaschriften (mit Übersetzungen in mehrere Sprachen) zur Stützung der im Devolutionskrieg durchgesetzten Ansprüche Frankreichs. Diese Schriften waren in Colberts Beraterstab von langer Hand vorbereitet. Es handelt sich um Kollektivschriften. Sie werden zu Unrecht Bourzeis als alleinigem Autor zugeschrieben. Zur Vorbereitung dieser Schriften reiste Bourzeis Ende 1665/Anfang 1666 auf Dokumentensuche nach Portugal. Gegen die französischen Propagandaschriften veröffentlichte Franz von Lisola im Juli 1667 unter dem Titel Bouclier d’Etat et de justice eine gut begründete Widerlegung. Bourzeis, der zwischenzeitlich durch seine Reise ins Abseits geraten war, erreichte seine Wiedereingliederung in das Kollektiv, das nunmehr einen Anti-Lisola vorbereitete. Zu dessen Publikation kam es nicht mehr, da inzwischen der Frieden von Aachen geschlossen wurde.
Am 5. Januar 1672 erschien noch eine umfangreiche Sammlung seiner Predigten; im August des gleichen Jahres starb er im Alter von 66 Jahren. Sein Nachfolger in der Académie française wurde Jean Gallois. Der japanische Romanist Yasushi Noro (* 1970) widmete Bourzeis an der Universität Blaise Pascal Clermont-Ferrand II eine von Dominique Descotes (* 1948) betreute Thèse, die 2018 im Druck erschien und 2019 den Prix Régional de la Francophonie 2019 erhielt.

## Werke
- Discours à Monseigneur le prince palatin pour l’exhorter à entrer dans la communion de l’Église catholique. Vve de H. Blageart, Paris 1646, 1655.
- L’Excellence de l’Eglise et les raisons qui nous obligent à ne nous en séparer jamais. Louis de Heuqueville, Paris 1648, 1655.
- (anonym) Propositiones de gratia, in Sorbonae facultate propediem examinandae. Ohne Ort 1649.
- (anonym) Quinque propositionum de gratia quas Facultati theologicae Parisiensi M. Nicolaus Cornet subdole exhibuit prima julii anni 1649. vera & catholica expositio juxta mentem discipulorum sancti Augustini. Ohne Ort 1649 oder 1651.
- (anonym) Lettre d’un abbé à un évesque, sur la conformité de saint Augustin avec le Concile de Trente dans la doctrine de la Grace. Ohne Ort 1649.
- (anonym) Lettre d’un abbé à un abbé sur la conformité de S. Augustin avec le concile de Trente, touchant la possibilité des commandements divins. Ohne Ort 1649.
- (anonym) Lettre d’un abbé à un président, sur la conformité de sainct Augustin avec le Concile de Trente, touchant la manière dont les justes peuvent délaisser Dieu, & estre en suite délaissez de luy.  Ohne Ort 1649.
- (anonym) Apologie du Concile de Trente et de Sainct Augustin, contre les nouvelles opinions du censeur latin de la Lettre française d’un abbé à un évesque ; où est réfutée aussi dans une préface une autre censure latine de la préface françoise de la Lettre d’un abbé à un président. Ohne Ort 1650.
- (anonym) Conférences de deux theologiens molinistes , sur un libelle faussement intitulé « Les sentimens de sainct Augustin, & de toute l’Eglise ». Ohne Ort 1650. (Gegen Dom P. de Saint Joseph, feuillant)
- (pseudonym) Contre l’adversaire du Concile de Trente et de Sainct Augustin. Dialogue premier: où l’on découvre la confusion et les contradictions estranges des Dogmes théologiques du P. Petau, et où l’on réfute un libelle du mesme Père intitulé insolemment, Dispute contre l’Hétérodoxe, c’est à dire, contre l’Heretique. Où est aussi réfuté par occasion un petit libelle de M. Morel dont le titre est , Defense de la confession de la foy catholique alleguée, &c. Par Amable de Volvic. Ohne Ort 1650.
- (anonym) Saint Augustin victorieux de Calvin et de Molina, ou Réfutation d’un livre intitulé: «Le Secret du jansénisme, etc»... Paris 1652.
- (mit anderen) Traité des droits de la Reyne tres-chrétienne, sur divers Etats de la monarchie d’Espagne. Imprimerie royale, Paris 1667. (lateinische, spanische und deutsche Übersetzung, alle 1667)
- (mit anderen) Dialogue sur les droits de la Reyne tres-chrestienne. 1667. (italienische und flämische Übersetzung, des Weiteren eine Noro nicht bekannte englische Übersetzung unter dem Titel A Dialogue Concerning the Rights of Her Most Christian Majesty[1])
- Sermons sur divers mystères de la religion et plusieurs fêtes des saints, preschez dans Paris par l’abbé Amable de de Bourzeis. Pierre Le Petit, Paris 1672.